# Kuklacz Przyszowski
Kuklacz Przyszowski, Kuklacz Wschodni lub Kuklacz II – wzniesienie o wysokości 671 m n.p.m. w Beskidzie Wyspowym, na granicy wsi Przyszowa i Siekierczyna. Jego północno-zachodnie stoki opadają do doliny potoku Lasówka w Siekierczynie, południowo-wschodnie należą do Przyszowej.
Kuklacz Przyszowski jest porośnięty lasem, ale wysoko na jego stoki wcinają się pola uprawne Siekierczyny i Przyszowej. Nie prowadzi przez niego żaden szlak turystyczny, ale można na niego wyjść drogami leśnymi z Siekierczyny i Przyszowej. Po drugiej stronie doliny Lasówki wznosi się Kuklacz Siekierczyński.